# Lukáš Vydra
Lukáš Vydra (23 agosto 1973) è un ex mezzofondista ceco.

## Palmarès

### Europei
- 1 medaglia:
  - 1 bronzo (Budapest 1998 negli 800 m piani)